# Passiflora obtusiloba
Passiflora obtusiloba Mast. – gatunek rośliny z rodziny męczennicowatych (Passifloraceae Juss. ex Kunth in Humb.). Występuje endemicznie w Peru.

## Morfologia
PokrójZdrewniałe, trwałe, nagie liany.
LiściePotrójnie klapowane, zaokrąglone u podstawy, prawie skórzaste. Mają 1–2,5 cm długości oraz 2–5 cm szerokości. Całobrzegie, z ostrym wierzchołkiem. Ogonek liściowy jest nagi. Przylistki są szczeciniaste.
KwiatyZebrane w pary. Działki kielicha są podłużne, zielonkawe. Płatki są liniowe, spłaszczone, zielonkawe. Przykoronek ułożony jest w dwóch rzędach, zielonożółtawy, ma 2–4 mm długości.

## Biologia i ekologia
Występuje w lasach na wysokości 2500–3100 m n.p.m.